# Sidi Ahmed Cherif
Sidi Ahmed Cherif (franska: Sidi Ahmed Cherif (CR), Sidi Ahmed Cherif (Commune Rurale), arabiska: بئر النصر) är en kommun i Marocko.   Den ligger i provinsen Ouezzane och regionen Tanger-Tétouan-Al Hoceïma, i den nordöstra delen av landet, 150 km öster om huvudstaden Rabat. Antalet invånare är 10 413.